# Haus zur Krone (Worms)

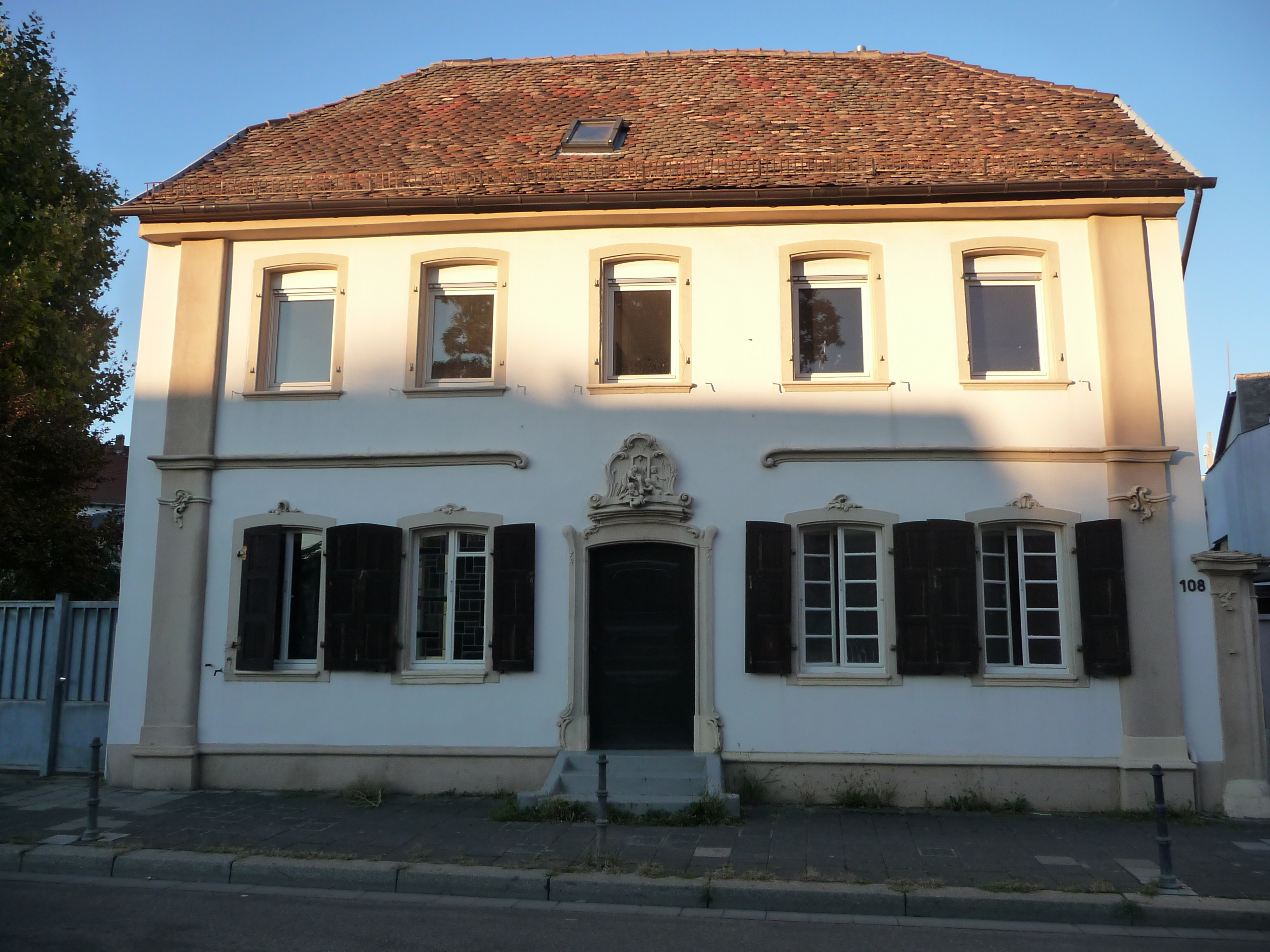
Haus zur Krone

Das Haus zur Krone steht in der Gaustraße 108 in Worms-Neuhausen in Worms am Rhein.

## Geschichte
Das Gebäude, das in der zweiten Hälfte des 18. Jahrhunderts im Rokokostil ursprünglich als Pfarrhaus errichtet wurde, diente zuletzt als Gasthaus. Das fünfachsige, zweigeschössige Gebäude wird über der Eingangstür von einem Relief geschmückt, das den Cyriakusbrunnen darstellt, an dem eine Frau für ihre Kinder Wasser schöpft. Die Fenstergewände im Erdgeschoss sind in deren Scheiteln durch Rocaillen geschmückt, die Ecken des Hauses werden durch Pilaster optisch hervorgehoben.
Vor dem unter Denkmalschutz stehenden Gebäude befand sich einst ein Brunnen.